# Rignieux-le-Franc
Rignieux-le-Franc és un municipi francès situat al departament de l'Ain i a la regió d'Alvèrnia-Roine-Alps. L'any 2007 tenia 937 habitants.

## Demografia

### Població
El 2007 la població de fet de Rignieux-le-Franc era de 937 persones. Hi havia 336 famílies de les quals 48 eren unipersonals (36 homes vivint sols i 12 dones vivint soles), 120 parelles sense fills, 140 parelles amb fills i 28 famílies monoparentals amb fills.
La població ha evolucionat segons el següent gràfic:
Habitants censats

### Habitatges
El 2007 hi havia 368 habitatges, 339 eren l'habitatge principal de la família, 24 eren segones residències i 5 estaven desocupats. 352 eren cases i 16 eren apartaments. Dels 339 habitatges principals, 268 estaven ocupats pels seus propietaris, 61 estaven llogats i ocupats pels llogaters i 10 estaven cedits a títol gratuït; 8 tenien dues cambres, 29 en tenien tres, 88 en tenien quatre i 214 en tenien cinc o més. 291 habitatges disposaven pel capbaix d'una plaça de pàrquing. A 113 habitatges hi havia un automòbil i a 221 n'hi havia dos o més.

### Piràmide de població
La piràmide de població per edats i sexe el 2009 era:
| Homes | Edats   | Dones |
| ----- | ------- | ----- |
| 0     | 95 o +  | 0     |
| 0     | 90 a 94 | 4     |
| 0     | 85 a 89 | 0     |
| 4     | 80 a 84 | 0     |
| 8     | 75 a 79 | 12    |
| 0     | 70 a 74 | 4     |
| 8     | 65 a 69 | 8     |
| 12    | 60 a 64 | 24    |
| 36    | 55 a 59 | 16    |
| 40    | 50 a 54 | 44    |
| 40    | 45 a 49 | 32    |
| 48    | 40 a 44 | 44    |
| 20    | 35 a 39 | 24    |
| 44    | 30 a 34 | 32    |
| 24    | 25 a 29 | 28    |
| 48    | 20 a 24 | 28    |
| 28    | 15 a 19 | 28    |
| 48    | 10 a 14 | 36    |
| 36    | 5 a 9   | 24    |
| 24    | 0 a 4   | 8     |

## Economia
El 2007 la població en edat de treballar era de 634 persones, 490 eren actives i 144 eren inactives. De les 490 persones actives 459 estaven ocupades (250 homes i 209 dones) i 31 estaven aturades (8 homes i 23 dones). De les 144 persones inactives 47 estaven jubilades, 51 estaven estudiant i 46 estaven classificades com a «altres inactius».

### Ingressos
El 2009 a Rignieux-le-Franc hi havia 337 unitats fiscals que integraven 948,5 persones, la mediana anual d'ingressos fiscals per persona era de 21.024 €.

### Activitats econòmiques
Dels 26 establiments que hi havia el 2007, 1 era d'una empresa de fabricació de material elèctric, 2 d'empreses de fabricació d'altres productes industrials, 7 d'empreses de construcció, 3 d'empreses de comerç i reparació d'automòbils, 2 d'empreses d'hostatgeria i restauració, 2 d'empreses d'informació i comunicació, 1 d'una empresa immobiliària, 4 d'empreses de serveis, 3 d'entitats de l'administració pública i 1 d'una empresa classificada com a «altres activitats de serveis».
Dels 11 establiments de servei als particulars que hi havia el 2009, 1 era un taller de reparació d'automòbils i de material agrícola, 1 guixaire pintor, 2 fusteries, 4 lampisteries, 1 electricista i 2 restaurants.
L'any 2000 a Rignieux-le-Franc hi havia 26 explotacions agrícoles que ocupaven un total de 720 hectàrees.

## Equipaments sanitaris i escolars
El 2009 hi havia una escola elemental.

## Poblacions més properes
El següent diagrama mostra les poblacions més properes.